# Stanisław Wegner
Stanisław Wegner (ur. 10 kwietnia 1857 w Sokolnikach Małych, powiat Szamotuły, zm. 16 lutego 1930 w Poznaniu) – polski publicysta, tłumacz, księgarz, finansista.

## Życiorys
Był synem Leona, prawnika i historyka (zm. 1873) i Bronisławy z Jarochowskich. W Lipsku studiował prawo, filozofię i medycynę. W 1879 osiadł w Poznaniu. Początkowo praktykował w księgarni Jana Konstantego Żupańskiego, był także wspólnikiem księgarni i drukarni kierowanej dawniej przez Napoleona Kamieńskiego. Wydawał i redagował „Tygodnik Powieści”, od 1896 pod tytułem „Biblioteka Powieści”, a także pismo „Wielkopolanin”. W latach 1899–1919 kontynuował działalność księgarni i drukarni zmarłego Franciszka Chocieszyńskiego. Po I wojnie światowej był m.in. dyrektorem Banku Parcelacyjnego (1919–1924) i publicystą „Gazety Powszechnej”.
Był autorem ponad 1000 publikacji – recenzji teatralnych i muzycznych, felietonów, artykułów okolicznościowych; część ogłaszał pod pseudonimem W. Lasota, część anonimowo. Przekładał na język polski powieści Turgieniewa. Opracował kilka prac poświęconych księgarstwu i życiu wydawniczemu Poznania, a także popularne antologie, m.in.:
- Złote myśli z dzieł J. I. Kraszewskiego (1879)
- Skarby rozumu i serca. Myśli i zdania wyjęte z naszych pisarzy
- Śpiewnik wielkopolski.